# أسياد المال (مسلسل)
أسياد المال مسلسل سوري اجتماعي معاصر من نوع الميلودراما من 35 حلقة تم عرضه في عام 2006، قصة وسيناريو وحوار هاني السعدي من إخراج يوسف رزق وإنتاج شركة الريف للإنتاج الفني.

## القصة
دراما اجتماعية سورية يتم تناولها على مستويات متنوعة، منها البوليسي والرومانسي. تتناول المحرم وتلقي الضوء على قضايا تعامت عنها العديد من المجتمعات التي كمّت أفواهها سلطة المال. يتسلل المشاهد إلى كواليس المقتدرين وأصحاب رؤوس الأموال النافذين، إذ يلقي المسلسل الضوء على أساليب بعضهم في التعامل مع هذا المجتع وكيف يجمعون المال ويستثمرونه في شراء البشر والحجر. يعمد الكاتب هاني السعدي إلى اتخاذ عائلة/الأزهري/نموذجًا للعائلة الثرية التي يشتت أوصالها الفساد الاجتماعي والإفلاس الأخلاقي. إذ تجمتع فيها ومن حولها باقة من الشخصيات المتباينة في تركيبتها النفسية وسلوكها الاجتماعي. مسلسل يرسم عالمًا تحكمه سلطة المال التي تسقط من حساباتها سلطة الضمير، وعالم انحسرت فيه القيم وأصبح الضمير نقمة ومن لا حول له ولا قوة، عالم القوي الذي لا يرحم، لكن السلطة سلاح ذو حدين وميزان العدل لا بد له أن يستقيم يومًا.

## بطولة
| - سليم صبري - نادين الخوري - أيمن رضا - سامر المصري - روعة ياسين - ليلى سمور - ميلاد يوسف - رنا أبيض - دينا هارون - قاسم ملحو - حسام عيد - الليث المفتي - جهاد عبدو - جلال شموط - فايق عرقسوسي - سعد مينه * مع الفنانين : - جيني أسبر - تيسير إدريس - ناهد الحلبي - إمارات رزق - باسم ياخور - لورا أبو أسعد - تولين البكري بالاشتراك مع: - هاني الروماني - نجاح حفيظ - سليم كلاس - بسام لطفي - عصام عبه جي - عبد الفتاح المزين ضيوف المسلسل: - أمانة والي - حسن دكاك والنجم: - مكسيم خليل 1. - الريف للإنتاج الفني مسلسلات اجتماعي |                                                                                                |
| أيقونة بذرة | هذه بذرة مقالة عن إنتاج المسلسلات في التلفزيون أو الإذاعة بحاجة للتوسيع. فضلًا شارك في تحريرها. |